# Agapetus bidens
Agapetus bidens là một loài Trichoptera trong họ Glossosomatidae. Chúng phân bố ở miền Cổ bắc.